# Владимирская губернская учёная архивная комиссия
Владимирская губернская учёная архивная комиссия — научное историческое общество Владимирской губернии (1898—1918).

## История
Главной задачей архивной комиссии был разбор губернских архивов, изучение и описание памятников древности, сбор биографических сведений о деятелях Владимирского края.
Инициаторами создания Владимирской учёной архивной комиссии были Александр Васильевич Смирнов и Алексей Васильевич Селиванов. А. В. Селиванов ещё в 1884 году стал основателем Рязанской учёной архивной комиссии; во Владимире он написал Устав новой организации, пожертвовал книги для библиотеки комиссии, стал её фактическим первым руководителем: на первом заседании 26 ноября 1898 года был избран товарищем председателя комиссии.
Первое общее собрание и открытие Владимирской губернской учёной архивной комиссии состоялось в доме губернатора (Большая Московская улица, д. 62). Дальнейшая работа комиссии проходила в помещении губернских присутственных мест, а под музейную коллекцию и исторический архив городской думой было выделено небольшое помещение в Золотых воротах. Специальное здание для музея и архивной комиссии было решено строить в начале 1900 года; был объявлен конкурс, на котором победил проект архитектора П. Г. Бегена. Здание было заложено 29 мая 1900 года, построено в 1903 году, музей был открыт только в 1906 году; музей размещался на втором этаже, а исторический архив и библиотека — на первом. Фасады здания щедро оформлены разнообразными декоративными элементами древнерусской архитектуры; на крыше четыре слуховых окна (по главному фасаду) и фронтон с фигурным завершением со стороны главного входа и на фронтоне кирпичом выложено: «1900, ВАК».
Владимирской комиссией с 1899 по 1918 год было издано 18 томов исследований — «Труды Владимирской ГУАК»

## Председатели комиссии
Председателями комиссии всегда были руководители Владимирской губернии:
- Урусов, Николай Петрович (1898—1900)
- Хвостов, Сергей Алексеевич (1901—1903)
- Леонтьев, Иван Михайлович (1903—1906)
- Сазонов, Иван Николаевич (1906—1913)
- Крейтон, Владимир Николаевич (1914—1917)

## Действительные члены комиссии
- Арсеньев, Василий Сергеевич (с 1905)
- Беген, Пётр Густавович (с 1900)
- Беретти, Николай Александрович (с 1902)
- Борисовский, Павел Петрович (с 1899)
- Бурылин, Дмитрий Геннадьевич (с 1904)
- Виноградов, Александр Иванович (с 1898)
- Добронравов, Василий Гаврилович
- Добрынкин, Николай Гаврилович
- Казанский, Николай Александрович
- Корицкий, Николай Дмитриевич
- Малицкий, Неофит Владимирович
- Смирнов, Михаил Иванович

В конце 1911 года Комиссия числила в своём составе 241 человек.